# In Time (film)
In Time, voorheen Now en I'm.mortal getiteld, is een Amerikaanse sciencefiction actiethriller van Andrew Niccol uit 2011. De hoofdrollen worden vertolkt door Justin Timberlake, Amanda Seyfried, Alex Pettyfer en Cillian Murphy. De film werd gemengd tot negatief onthaald met een score van 36% bij Rotten Tomatoes, 53% bij Metacritic en 66% bij IMDB. Aan de bioscoopkassa's was de film wel een groot succes; met een wereldwijde opbrengst van 128 miljoen euro op een productiebudget van zo'n dertig miljoen euro.

## Verhaal
In het jaar 2169 is de mens erin geslaagd om het ouderdomsgen uit te schakelen. Als iemand 25 wordt stopt hij met verouderen en begint een in de linker onderarm ingebouwde klok van één jaar af te tellen. Men verdient extra tijd door te werken en betaalt in zijn levensonderhoud met tijd. Om overpopulatie te voorkomen zijn de lonen laag en worden de prijzen kunstmatig hoog gehouden. Ook leven arm en rijk geografisch gescheiden.
Een arme jongeman genaamd Will Salas wordt beschuldigd van moord wanneer hij het fortuin aan tijd krijgt van een rijke man die door deze gift in feite zelfmoord pleegt. Intussen kan zijn moeder bij gebrek aan tijd om te betalen de bus naar huis niet nemen. Ze loopt zo snel ze kan naar Will toe, maar haar tijd is op en ze sterft in zijn armen.
Hierdoor verbitterd vertrekt Will met zijn fortuin naar het rijke New Greenwich om te proberen het financiële systeem onderuit te halen. Daar ontmoet hij de steenrijke Phillipe Weis, van wie hij een millennium wint met poker, en diens dochter Sylvia en wordt uitgenodigd op een feestje in hun landhuis.
Aldaar wordt Will gearresteerd door tijdwachter Raymond Leon die hem op twee uren na al zijn tijd ontneemt. Will gijzelt Sylvia en kan met haar ontsnappen. Onderweg terug naar het getto worden ze van de weg gereden door Fortis, wiens bende met instemming van de tijdwachters tijd steelt van de armen. Hij steelt Sylvia's decennium en laat hen beiden met slechts een half uur achter. In het getto verpandt Will Sylvia's diamanten oorbellen en krijgt zo net op tijd 48 uren die ze samen delen.
Hij belt Weis en eist dat hij een millennium verdeelt onder de armen in ruil voor zijn dochter, maar het ultimatum verstrijkt zonder betaling. Sylvia beseft dat haar vader haar liet vallen en kiest Will zijn kant. Samen beginnen ze de kredietkantoren van Weis zijn bedrijf te overvallen en de buit onder de armen te verdelen. Daarbij worden ze op de hielen gezeten door Leon, omdat er veel tijd begint te circuleren in de getto's, waardoor het financiële systeem begint te wankelen.
Will en Sylvia slaan hun grootste slag door Weis zijn hoofdkantoor te overvallen en een mega-annum van hem te stelen en laten, omdat ze achtervolgd worden door Leon, een klein meisje de tijd verdelen. Op de vlucht worden ze gevonden door Leon, die echter naliet zijn eigen dagkrediet op te nemen en voor hun ogen sterft. Ook hun eigen tijd raakt echter op, maar Will slaagt erin Leon's dagkrediet in te pikken. Nog net op tijd kan hij daarmee Sylvia redden. Het economisch systeem staat nu op de rand van de afgrond. Aan het eind van de film lopen Will en Sylvia de trap van een van 's werelds grootste banken op, wat de genadeklap moet geven.

## Rolverdeling
- Justin Timberlake als Will Salas, de protagonist.
- Amanda Seyfried als Sylvia Weis, de rijkeluisdochter die Wills kant kiest.
- Cillian Murphy als tijdwachter Raymond "Ray" Leon; hij maakt hardnekkig jacht op Will om het systeem te beschermen. Het blijkt dat hijzelf ook uit de getto's komt.
- Vincent Kartheiser als Philippe Weis, de steenrijke antagonist. Hij heeft een bedrijf dat tijd uitleent tegen torenhoge rentevoeten en bezit zelf miljoenen jaren.
- Olivia Wilde als Rachel Salas, Wills moeder.
- Matt Bomer als Henry Hamilton, de rijke man die zijn tijd aan Will geeft omdat hij na 105 jaar het leven beu was.
- Elena Satine als Jasmine.
- Alex Pettyfer als Fortis, de leider van de Minutemen-bende die de armen besteelt.
- Johnny Galecki als Borel, Wills beste vriend. Will geeft hem tien van zijn honderd jaren.
- Rachel Roberts als Carrera.
- Ethan Peck als Constantin.
- Yaya DaVosta als Greta, Borels vrouw.
- Bella Heathcote als Michele Weis, Sylvias' moeder.
- Toby Hemingway als tijdwachter Kors.
- Maximilian Osinski als Louis.
- Jessica Parker Kennedy als Edouarda.
- Collins Pennie als tijdwachter Jaeger.